# N372 (België)
De N372 is een Gewestweg in België tussen Loker (N375) en de Franse grens bij het Franse Mont Noir waar de weg over gaat in de D318. De weg heeft een lengte van ongeveer 2,5 kilometer.
De gehele weg bestaat uit twee rijstroken voor beide rijrichtingen samen, ook al is dit niet overal met belijning aangegeven.